# Gisela Buschendorf-Otto
Gisela Buschendorf-Otto (* als Gisela Muth am 9. Januar 1921 in Merseburg; † 10. November 2011 in Berlin) war eine deutsche Prähistorikerin, Ägyptologin und Kulturanthropologin.

## Leben und Leistungen
Gisela Buschendorf-Otto studierte an der Universität Halle. Von 1946 bis 1952 war sie Wissenschaftliche Assistentin am Landesmuseum für Vorgeschichte Halle. Die Promotion erfolgte 1948 in Halle mit einer Arbeit zur Jordansmühler Kultur in Mitteldeutschland. Als ihr Ehemann Karl-Heinz Otto nach Berlin wechselte, folgte ihm Buschendorf-Otto 1952 dorthin und wurde bis 1964 stellvertretende Leiterin der Abteilung für Ur- und Frühgeschichte am Museum für Deutsche Geschichte. Sie gestaltete dort auch die erste Ausstellung zu Ur- und Frühgeschichte. Das Ehepaar Otto gehörte zur von Fritz Hintze geleiteten Sudan-Expedition, die von 1960 bis 1970 in Musawwarat es Sufra durchgeführt und von der Humboldt-Universität zu Berlin und der Deutschen Akademie der Wissenschaften getragen wurde. Ziel des ägyptologischen Feldforschungsprojektes war die Erforschung der meroitischen Kultur in Nubien. Daneben war sie 1962/63 an der Ermittlung und der Dokumentation der prähistorischen Felsbilder im 180 Kilometer langen zukünftigen Überschwemmungsareal des Nils durch den Assuan-Staudamm im sudanesischen Nubien beteiligt. Insbesondere an diesem Projekt hatte sie einen sehr großen Anteil. Ab 1965 war sie am Institut für Orientforschung der Akademie angestellt, um die Ergebnisse der Expedition auszuwerten und aufzuarbeiten. Später wechselte sie an das Institut für Ägyptologie und Sudanforschung der Humboldt-Universität, wo sie bis zu ihrem Ruhestand weiterhin mit der Aufarbeitung der Expedition befasst war.
Buschendorf-Otto publizierte nur wenig zur deutschen Ur- und Frühgeschichte. Ihr Es geschah vor Jahrtausenden … aus dem Jahr 1960 war das erste populärwissenschaftliche Buch zur Ur- und Frühgeschichte in der DDR. Sie war zudem eine der Redakteurinnen des in der DDR sehr weit verbreiteten Buches Weltall Erde Mensch. In der Ethnographisch-Archäologischen Zeitschrift publizierte sie mehrere Expeditionsberichte über die Tätigkeiten im Sudan. Bedingt durch die äußeren Umstände der Wende in der DDR wurde das zweibändige monumentale Werk Felsbilder aus dem sudanesischen Nubien erst 1993 publiziert, als ihr Mann und Co-Autor Karl-Heinz Otto schon verstorben war.

## Publikationen (Auswahl)
- Herausgeberin mit Horst Wolffgramm und Irmgard Radandt: Weltall Erde Mensch. Verlag Neues Leben, Berlin 1954.
- Die Jordansmühler Kultur in Mitteldeutschland. Universität Halle, Halle 1948 (zugleich Dissertation, publiziert in der Jahresschrift für Mitteldeutsche Vorgeschichte. Band 35, 1951).
- Es geschah vor Jahrtausenden …. Aus der Geschichte der Urgesellschaft. Verlag Neues Leben, Berlin 1960.
- mit Karl-Heinz Otto: Felsbilder aus dem sudanesischen Nubien (= Publikation der Nubien-Expedition 1961–1963. Band 2). 2 Bände, Akademie-Verlag, Berlin 1993, ISBN 3-05-001848-8.